# تاريخ الآشوريين

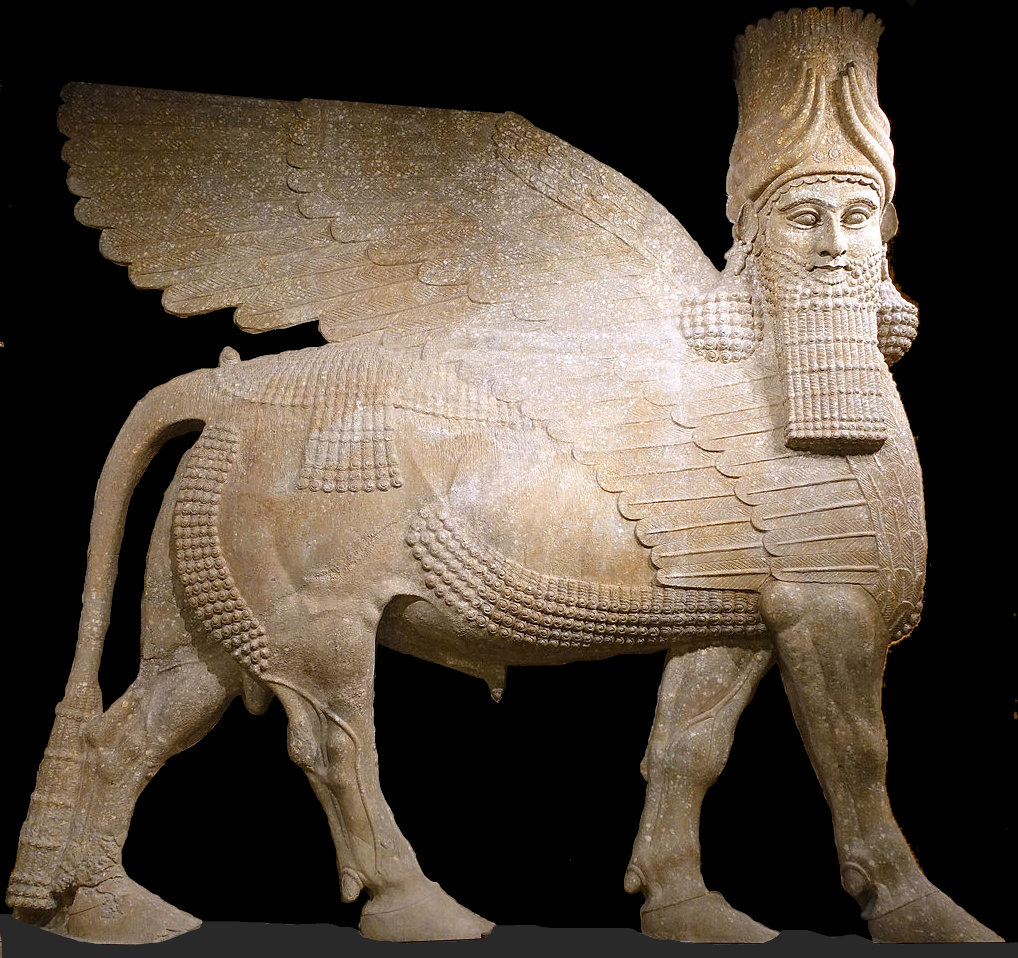
ثور مجنح ضخم من قصر الإمبراطور الآشوري الحديث سرجون الثاني في دور شروكين (722–705 ق.م)

يغطي تاريخ الآشوريين ما يقارب خمسة آلاف عام، شاملًا تاريخ حضارة آشور ما بين النهرين القديمة الخاصة بما في ذلك أراضيها وثقافتها وشعبها، بالإضافة إلى التاريخ اللاحق للشعب الآشوري إبان سقوط الإمبراطورية الآشورية الجديدة عام 609 قبل الميلاد. لأغراض تأريخية، غالبًا ما يقسم الباحثون المعاصرون التاريخ الآشوري القديم بناءً على الأحداث السياسية والتغيرات التدريجية في اللغة إلى الفترة الآشورية المبكرة (نحو 2600-2025 ق.م)، والفترة الآشورية القديمة (نحو 2025-1364 ق.م) والفترة الآشورية الوسطى (1363-912 ق.م)، والفترة الآشورية الحديثة (911-609 ق.م) وفترة ما بعد الإمبراطورية (609 ق.م - نحو 240م).
اكتسبت حضارة آشور اسمها من مدينة آشور القديمة التي تأسست نحو العام 2600 قبل الميلاد. على امتداد معظم تاريخها المبكر، كانت آشور تحت سيطرة دول أجنبية وأنظمة سياسية من جنوب بلاد الرافدين، على سبيل المثال وقعت تحت هيمنة مدينة كيش السومرية، وغزتها الإمبراطورية الأكدية ووقعت تحت حكم سلالة أور الثالثة. أصبحت المدينة دولة-مدينة مستقلة تحت سلسلة حكامها الخاصة خلال انهيار سلالة أور الثالثة، وحققت الاستقلال في ظل حكم بوزور آشور الأول نحو العام 2025 ق.م. استمرت سلالة بوزور آشور بحكم آشور حتى الاستيلاء على المدينة من قبل الغازي الأموري شمشي أدد الأول نحو العام 1808 ق.م. بعد بضعة عقود من الهيمنة والحكم الأجنبيين، استُعيدت آشور كدولة-مدينة مستقلة، لربما على يد الملك بوزور سين. في القرن الخامس عشر قبل الميلاد، وقعت آشور تحت سيادة مملكة ميتاني. بعد الحروب التي نشبت بين ميتاني والحيثيين، تحررت آشور تحت حكم آشور أوباليط الأول (حكم بين نحو 1363-1328 ق.م) وعبرت من حالة دولة-مدينة إلى دولة إقليمية تحكم مساحة متزايدة من الأرض، وتحولت إلى الإمبراطورية الآشورية الوسطى.
تحت حكم الملوك المحاربين في القرن الثالث عشر قبل الميلاد أداد نيراري الأول، وشلمنصر الأول، وتوكولتي نينورتا الأول، باتت الإمبراطورية الآشورية الوسطى واحدة من القوى العظمى في الشرق الأدنى القديم، حتى أنها احتلت بلاد بابل جنوبًا لفترة من الزمن. بعد وفاة توكولتي نينورتا، عانت آشور فترة طويلة من التدهور تخللها في بعض الأحيان بعض الملوك المحاربين النشطين، ما حصر إمبراطورية آشور في موطن الآشوريين وأكثر من ذلك بقليل. عكست جهود جديدة من قبل الملوك الآشوريين في القرنين العاشر والتاسع قبل الميلاد مسار هذا التدهور. تحت حكم آشور ناصربال الثاني في القرن التاسع قبل الميلاد، أصبحت آشور ( الإمبراطورية الآشورية الحديثة وقتئذٍ) القوة السياسية المهيمنة في الشرق الأدنى. بلغ التوسّع والقوة الآشورية ذروتهما تحت حكم تيغلث فلاسر الثالث في القرن الثامن قبل الميلاد وسلالة السرجونيين اللاحقة من الملوك الذين امتدت تحت حكمهم الإمبراطورية الآشورية الحديثة من مصر غربًا إلى إيران شرقًا. استُعيدت بلاد بابل وأرسلت الحملات الآشورية لكل من الأناضول وأرمينيا الحديثة. انتهت الإمبراطورية، وآشور كدولة، في أواخر القرن السابع قبل الميلاد نتيجة الحرب الميدو بابلية ضد الإمبراطورية الآشورية.
بعد سقوط الإمبراطورية الآشورية الحديثة، واصل الشعب الآشوري البقاء في شمال بلادالرافدين، وحُفظت التقاليد الثقافية الآشورية. رغم أن البابليين والميديين قد دمروا آشور على نطاق واسع، إلا أن المنطقة قد أعيد بناؤها بشكل ملحوظ وأعيد توطينها تحت حكم الإمبراطوريتين السلوقية والفرثية، منذ القرن الرابع ق.م وحتى القرن الثالث الميلادي. ازدهرت مدينة آشور نفسها في أواخر فترة ما بعد الإمبراطورية، وربما مرة أخرى تحت حكم سلسلة الحكام خاصتها كدولة-مدينة شبه مستقلة، بيد أنها تعرضت للنهب والتدمير للمرة الأخيرة على يد الإمبراطورية الساسانية نحو 240م. ابتداءً من القرن الأول الميلادي فصاعدًا، جرى تنصير الآشوريين، بيد أن معاقل ديانة بلاد الرافدين القديمة بقيت لقرون عديدة. استمر الآشوريون بتشكيل نسبة كبيرة من السكان في شمال بلاد الرافدين حتى قمعهم وارتكاب المذابح بحقهم تحت حكم الدولة الإلخانية والإمبراطورية التيمورية في القرن الرابع عشر. أحالت هذه الفظائع الآشوريين إلى أقلية عرقية ودينية محلية. اتسمت أواخر القرن التاسع عشر وأوائل القرن العشرين بمزيد من الاضطهاد والمذابح، بالأخص مذابح سيفو (الإبادة الجماعية الآشورية) على يد الإمبراطورية العثمانية في العقد الأول من القرن العشرين، والتي أسفرت عن مقتل زهاء 250000 آشوري. اتسمت فترة الفظائع أيضًا بتزايد الوعي الثقافي الآشوري. صدرت أول صحيفة آشورية، زهريرا دبهرا «أشعة النور» في عام 1848 وتأسس أول حزب سياسي آشوري، الحزب الاشتراكي الآشوري، في عام 1917. على امتداد القرن العشرين وحتى يومنا هذا، باءت العديد من مقترحات الآشوريين لنيل الحكم الذاتي أو الاستقلال بالفشل. دفعت المزيد من المذابح والاضطهادات التي ارتكبتها الحكومات والجماعات الإرهابية -كتنظيم الدولة الإسلامية- معظم الآشوريين لأن يعيشوا في الشتات.

## آشور القديمة (2600 ق.م - 240م)

### الفترة الآشورية المبكرة (2600-2025 ق.م)
من المعروف أن القرى الزراعية في المنطقة التي شكلت حضارة آشور كانت موجودة في عصر ثقافة حسونة، نحو 6300-5800 ق.م. رغم المعرفة بأن مواقع بعض المدن المجاورة التي دُمجت لاحقًا ضمن موطن الآشوريين، مثل نينوى، كانت مأهولة بالسكان منذ العصر الحجري الحديث، فإن أقدم الأدلة الأثرية من آشور تعود إلى عصر فجر السلالات نحو 2600 ق.م، في وقت كانت فيه المنطقة المحيطة بالفعل حضرية نسبيًا. من المحتمل أن تكون المدينة قد تأسست في وقت سابق؛ ربما دُمر الكثير من بقايا آشور التاريخية المبكرة خلال مشاريع البناء المكثفة للملوك الآشوريين اللاحقين الذين عملوا على إنشاء أساسات مستوية للمباني التي أقاموها في المدينة. لا يوجد دليل على أن مدينة آشور المبكرة كانت مستوطنة مستقلة، وربما لم يُطلق عليها اسم آشور على الإطلاق في بادئ الأمر، إنما اسم بالتيل أو بالتيليا الذي استخدم في أوقات لاحقة للإشارة إلى أقدم جزء في المدينة. وُثق اسم «آشور» لأول مرة في إشارة لموقع في وثائق الفترة الأكدية في القرن الرابع والعشرين قبل الميلاد.
من المحتمل أن مدينة آشور المبكرة كانت مركزًا دينيًا وقبليًا محليًا ولا بد أنها كانت بلدة كبيرة الحجم لاحتوائها معابد ضخمة. كانت ذات موقع استراتيجي للغاية على تل يطل على نهر دجلة محميًا بنهر من جهة وقناة من جهة أخرى. تشير الأدلة الأثرية والأدبية الباقية إلى أن الحوريين سكنوا آشور منذ تاريخها المبكر، وكانت موقعًا لممارسة طقس الخصوبة المكرس للإلهة عشتار. أقدم الاكتشافات الأثرية المعروفة في الموقع هي معابد تعود لعصر فجر السلالات ومكرسة لعشتار. تبدي هذه المعابد والتحف الموجودة بداخلها أيضًا أوجه تشابه كبيرة مع المعابد والتحف الأثرية من حضارة سومر في جنوب بلاد ما بين النهرين، ما قد يشير إلى وجود مجموعة من السومريين الذين عاشوا في المدينة أو أنها قد غُزيت في وقت ما من قبل حاكم سومري مجهول. استقر أسلاف الآشوريين اللاحقون والناطقون بالسامية في المدينة والمنطقة المحيطة بها في وقت معين قبل القرن الثالث والعشرين قبل الميلاد، إما عبر استيعاب أو تشريد السكان السابقين.
خلال معظم الفترة الآشورية المبكرة، كانت آشور تحت سيطرة دول وأنظمة سياسية من جنوب بلاد الرافدين. في وقت مبكر، سقطت آشور لفترة من الوقت تحت هيمنة مدينة كيش السومرية ثم احتلتها لاحقًا كل من الإمبراطورية الأكدية ثم سلالة أور الثالثة. لربما غزت الإمبراطورية الأكدية آشور في زمن حاكمها الأول سرجون (نحو 2334-2279 ق.م)، ومن المعروف أنها سيطرت على المدينة على الأقل منذ عهد مانيشتوشو (نحو 2270-2255 ق،م) فصاعدًا، إذ جرى استرداد نقوش معاصرة مخصصة لمانيشتوشو من المدينة. أقدم حكام آشور الموثقين تاريخيًا كانوا حكام محليين تحت سلطة الملوك الأكديين، بما في ذلك شخصيات مثل إيتيتي، وأزازو، الذين حملوا لقب إيشياك أشور (حاكم آشور). تأثرت مدينة أشور بشدة ثقافيًا ولغويًا بالفترة التي كانت تحت الحكم الأكدي، وكان يُنظر إلى هذه الفترة على أنها عصر ذهبي من قبل الملوك الآشوريين اللاحقين الذين سعوا غالبًا لمحاكاة الحكام الأكديين.
دُمرت آشور في أواخر الفترة الأكدية، من المحتمل على يد اللولوبيين، لكن أعيد بناؤها واحتُلت لاحقًا من قبل سلالة أور الثالثة السومرية في أواخر القرن العشرين أو أوائل القرن التاسع عشر قبل الميلاد. في ظل حكم أور، أصبحت آشور مدينة هامشية خاضعة لسلطة حكامها، مثل زرقم، الذين دفعوا الجزية لملوك الجنوب. انتهت هذه الفترة من الهيمنة السومرية على المدينة بعد فقدان إبي سين (2028-2004 ق.م)، آخر ملوك سلالة أور الثالثة، قبضته الإدارية على المناطق المحيطة بإمبراطوريته، وباتت آشور دولة-مدينة مستقلة تحت سلطة حكامها، بدءًا ببوزور آشور الأول نحو العام 2025 ق.م.